# Колтырак
Колтырак — река в Новосибирской области России. Устье реки находится в 48 км по правому берегу реки Тарсьма. Длина реки составляет 28 км. В 10 км от устья, по правому берегу реки впадает река Шабаниха.

## Данные водного реестра
По данным государственного водного реестра России относится к Верхнеобскому бассейновому округу, водохозяйственный участок реки — Иня, речной подбассейн реки — бассейны притоков (Верхней) Оби до впадения Томи. Речной бассейн реки — (Верхняя) Обь до впадения Иртыша.